# Mollie Hardwick
Mollie Greenhalgh Hardwick (Prestwich, Lancashire, 7 de Março de 1916  – 13 de Dezembro de 2003) foi uma escritora inglesa mais conhecida por ter escrito os livros que acompanhavam a série televisiva A Família Bellamy (Upstairs, Downstairs no original).
Para além de ter escrito muitos romances de Upstairs, Downstairs, Thomas & Sarah e The Duchess of Duke Street, foi também criadora dos romances Doran Fairweather e escreveu três livros baseados em episódios de Juliet Bravo. Hardwick também escreveu muitos livros e peças de teatro baseados nos romances de Sherlock Holmes. Casou-se com o colega escritor Michael Hardwick (1924–91) em 1961.

## Obras(editadas em Portugal)
- A família Bellamy: os novos tempos
- A família Bellamy: a guerra para acabar com as guerras